# Abidin Budak
Abidin Budak (* 9. November 1943 in Dikili, Provinz Izmir) ist ein türkischer Herpetologe.

## Leben
Nach dem Abschluss der Grundschule und der Sekundärschule in Kınık absolvierte Budak das Namık Kemal Lisesi, ein anatolisches Gymnasium, in Izmir. 1965 schrieb er sich an der Abteilung für Naturwissenschaften der wissenschaftlichen Fakultät der Ege Üniversitesi in Izmir ein, wo er 1968 Abschlüsse in Botanik, Zoologie und Geologie erlangte. 1969 wurde er Assistent an der Abteilung für Systematische Zoologie der Ege Üniversitesi. 1972 graduierte er zum Master mit der Arbeit Türkiye'de Mabuya vittata (Scincidae: Lacertilia)'nin Bireysel ve Coğrafi Varyasyonları Üzerine Araştırmalar und 1974 wurde er mit der Dissertation Anadolu'da Yaşayan Lacerta laevis, Lacerta danfordi ve Lacerta anatolica'nın Taksonomik Durumları ve Coğrafi Yayılışları Üzerinde Araştırmalar unter der Leitung von Muhtar Başoğlu zum Ph.D. promoviert. 1975 absolvierte er für drei Monate die Marineinfanterieschule in Belen bei İskenderun. Von 1976 bis 1978 forschte er in Deutschland am Zoologischen Forschungsmuseum Alexander Koenig in Zusammenarbeit mit Wolfgang Böhme. 1982 wurde er Assistenzprofessor an der Ege Üniversitesi, 1984 wurde er zum außerordentlichen Professor und 1990 zum ordentlichen Professor ernannt.
2010 wurde Budak pensioniert. Er ist Co-Autor von mehreren Büchern, darunter Omurgalılar Biyolojisi Uygulama Kılavuzu, Omurgalılar Sistematiǧi (Ders Kitabı), Herpetoloji und Reşadiye (Datça) Yarımadası'nın kurbağa ve sürüngenleri = Amphibians and reptiles of Reşadiye (Datça) Peninsula sowie von zahlreichen nationalen und internationalen Fachartikeln. Darüber hinaus war er Doktorvater von fünf Wissenschaftlern. Er ist mit Seza Budak verheiratet und hat zwei Söhne. 
1977 beschrieb er mit Wolfgang Böhme die Unterart Darevskia rudis bischoffi der Kielschwanz-Felseidechse und 1978 mit İbrahim Baran die Unterart Ophisops elegans basoglui des Europäischen Schlangenauges.

## Dedikationsnamen
1987 beschrieben Josef Eiselt und Josef Friedrich Schmidtler die Art Anatololacerta budaki aus der Familie der Echten Eidechsen (Lacertidae). 1996 benannten Bayram Göçmen, Yusuf Kumlutaş und Murat Tosunoglu die Art Ablepharus budaki zu Ehren von Abidin Budak. 2017 wurde die Unterart Ophisops elegans budakibarani nach Abidin Budak und İbrahim Baran benannt.